# Gran Premio del Canada 2001
Il Gran Premio del Canada 2001 è stato un Gran Premio di Formula 1 disputato il 10 giugno 2001 sul circuito cittadino di Montreal. La gara fu vinta da Ralf Schumacher su Williams, davanti al fratello Michael su Ferrari e al finlandese Mika Häkkinen su McLaren. Per la prima volta nella storia della Formula 1 due fratelli occuparono le prime due posizioni al traguardo: i fratelli Schumacher erano già stati i primi a terminare contemporaneamente sul podio, nel Gran Premio d'Italia 1998 con Michael vincitore e Ralf terzo.

## Vigilia

### Aspetti tecnici
In preparazione al Gran Premio molte scuderie si concentrarono sui freni, elementi molto sollecitati sulla pista canadese, caratterizzata da molte brusche staccate. In particolare, Sauber, Jordan e Arrows introdussero delle carenature delle prese d'aria dei freni simili a quelle introdotte dalla Ferrari già dal Gran Premio d'Australia, ma la scuderia svizzera non le utilizzò in gara.

## Prove libere

### Resoconto
Durante le sessioni di prova di venerdì Frentzen, che era stato protagonista di un violento incidente nel precedente Gran Premio di Monaco, accusò problemi di vertigini e difficoltà nel concentrarsi. Frentzen decise quindi di rinunciare a partecipare alla gara: al suo posto la Jordan mandò in pista il collaudatore Ricardo Zonta, pilota della BAR nelle stagioni 1999 e 2000.
Sempre venerdì Montoya e Villeneuve vennero a contatto, con il colombiano che tamponò il canadese; nella consueta riunione dei piloti del venerdì i due ebbero un violento litigio, venendo alle mani.

### Risultati
Nella prima sessione di prove di venerdì i risultati furono i seguenti:
| Pos | No | Pilota             | Costruttore        | Tempo    |
| --- | -- | ------------------ | ------------------ | -------- |
| 1   | 4  | David Coulthard    | McLaren - Mercedes | 1'18"763 |
| 2   | 2  | Rubens Barrichello | Ferrari            | 1'19"140 |
| 3   | 1  | Michael Schumacher | Ferrari            | 1'19"166 |

Nella seconda sessione di prove di venerdì i risultati furono i seguenti:
| Pos | No | Pilota          | Costruttore        | Tempo    |
| --- | -- | --------------- | ------------------ | -------- |
| 1   | 3  | Mika Häkkinen   | McLaren - Mercedes | 1'17"672 |
| 2   | 4  | David Coulthard | McLaren - Mercedes | 1'18"086 |
| 3   | 18 | Eddie Irvine    | Jaguar - Ford      | 1'18"508 |

Nella sessione di prove libere di sabato mattina i risultati furono i seguenti:
| Pos | No | Pilota             | Costruttore        | Tempo    |
| --- | -- | ------------------ | ------------------ | -------- |
| 1   | 1  | Michael Schumacher | Ferrari            | 1'16"200 |
| 2   | 4  | David Coulthard    | McLaren - Mercedes | 1'16"707 |
| 3   | 3  | Mika Häkkinen      | McLaren - Mercedes | 1'16"828 |

## Qualifiche

### Resoconto
Michael Schumacher dominò la sessione di qualifiche, impiegando solo sei giri sui dodici consentiti per ottenere la pole position ed infliggendo ben mezzo secondo di distacco al fratello Ralf, secondo classificato. Coulthard conquistò la terza posizione, davanti al sorprendente Trulli e a Barrichello, costretto a qualificarsi con il muletto dopo aver danneggiato la propria monoposto nella prima parte della sessione. La stessa sorte capitò a Häkkinen, che si classificò in ottava posizione, alle spalle anche di Panis e Räikkönen.
Heidfeld fu protagonista di un violento incidente nelle fasi finali della sessione e ottenne la tredicesima posizione, davanti a Zonta. In fondo alla griglia Alonso, che aveva ottenuto il ventunesimo tempo, fu retrocesso in ultima posizione per via di un'irregolarità dell'alettone della sua Minardi, troppo vicino al suolo.

### Risultati
| Pos | No | Pilota               | Costruttore        | Pneumatici | Tempo    | Distacco |
| --- | -- | -------------------- | ------------------ | ---------- | -------- | -------- |
| 1   | 1  | Michael Schumacher   | Ferrari            | B          | 1'15"782 |          |
| 2   | 5  | Ralf Schumacher      | Williams - BMW     | M          | 1'16"297 | +0"515   |
| 3   | 4  | David Coulthard      | McLaren - Mercedes | B          | 1'16"423 | +0"641   |
| 4   | 12 | Jarno Trulli         | Jordan - Honda     | B          | 1'16"459 | +0"877   |
| 5   | 2  | Rubens Barrichello   | Ferrari            | B          | 1'16"760 | +0"978   |
| 6   | 9  | Olivier Panis        | BAR - Honda        | B          | 1'16"771 | +0"989   |
| 7   | 17 | Kimi Räikkönen       | Sauber - Petronas  | B          | 1'16"875 | +1"093   |
| 8   | 3  | Mika Häkkinen        | McLaren - Mercedes | B          | 1'16"979 | +1"197   |
| 9   | 10 | Jacques Villeneuve   | BAR - Honda        | B          | 1'17"035 | +1"253   |
| 10  | 6  | Juan Pablo Montoya   | Williams - BMW     | M          | 1'17"123 | +1"341   |
| 11  | 16 | Nick Heidfeld        | Sauber - Petronas  | B          | 1'17"165 | +1"383   |
| 12  | 11 | Ricardo Zonta        | Jordan - Honda     | B          | 1'17"328 | +1"546   |
| 13  | 14 | Jos Verstappen       | Arrows - Asiatech  | B          | 1'17"903 | +2"121   |
| 14  | 19 | Pedro de la Rosa     | Jaguar - Ford      | M          | 1'18"015 | +2"233   |
| 15  | 18 | Eddie Irvine         | Jaguar - Ford      | M          | 1'18"016 | +2"234   |
| 16  | 22 | Jean Alesi           | Prost - Acer       | M          | 1'18"178 | +2"396   |
| 17  | 15 | Enrique Bernoldi     | Arrows - Asiatech  | B          | 1'18"575 | +2"793   |
| 18  | 7  | Giancarlo Fisichella | Benetton - Renault | M          | 1'18"622 | +2"840   |
| 19  | 23 | Luciano Burti        | Prost - Acer       | M          | 1'18"753 | +2"971   |
| 20  | 8  | Jenson Button        | Benetton - Renault | M          | 1'19"033 | +3"251   |
| 21  | 20 | Tarso Marques        | Minardi - European | M          | 1'20"690 | +4"908   |
| 22  | 21 | Fernando Alonso      | Minardi - European | M          | s.t.     |          |

## Warm up

### Risultati
I tempi migliori fatti segnare nel warm up furono i seguenti:
| Pos | No | Pilota          | Costruttore        | Tempo    |
| --- | -- | --------------- | ------------------ | -------- |
| 1   | 9  | Olivier Panis   | BAR - Honda        | 1'18"512 |
| 2   | 4  | David Coulthard | McLaren - Mercedes | 1'18"540 |
| 3   | 18 | Eddie Irvine    | Jaguar - Ford      | 1'18"594 |

## Gara

### Resoconto

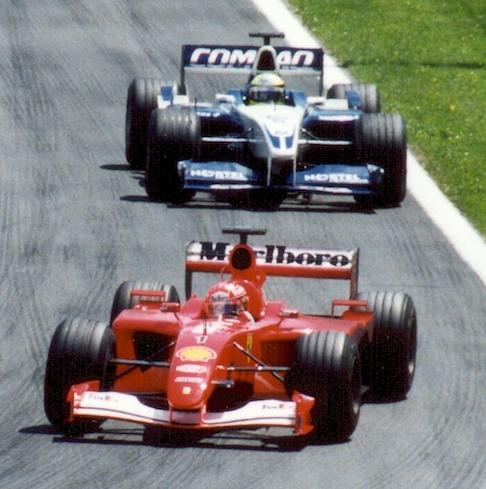
I fratelli Michael e Ralf Schumacher durante la gara.

Alla partenza i primi tre piloti mantennero le proprie posizioni, mentre Barrichello superò Trulli portandosi in quarta posizione. Häkkinen scattò male, perdendo due posizioni e ritrovandosi decimo, mentre Verstappen recuperò ben sei posizioni, passando settimo sotto il traguardo al termine del primo passaggio. Nel corso della terza tornata Barrichello sopravanzò Coulthard, cominciando a tallonare Ralf Schumacher. Tre giri più tardi, tuttavia, il pilota brasiliano, che aveva disinserito il controllo di trazione, finì in testacoda, scivolando in quattordicesima posizione.
I fratelli Schumacher mantennero un ritmo inavvicinabile per i rivali, rimanendo staccati tra loro di pochi decimi. Alle loro spalle Coulthard, rallentato da un problema allo sterzo, tenne dietro a fatica un trenino di vetture composto da Trulli, Panis, Verstappen e Räikkönen. Al ventesimo giro Montoya andò in testacoda mentre occupava la decima posizione, andando a sbattere contro le barriere. Barrichello, che aveva rimontato fino ad arrivare alle spalle del pilota colombiano, dovette compiere una brusca manovra per evitarlo, finendo a sua volta contro le protezioni e dovendosi ritirare. Per sgombrare il tracciato dalle vetture incidentate la direzione gara fece entrare in pista la safety car, azzerando i distacchi. Alla ripartenza non ci furono cambi di posizione ed i fratelli Schumacher riguadagnnarono velocemente un margine importante sugli inseguitori. Verstappen, partito con una strategia a due soste per via della scarsa capienza del serbatoio della sua Arrows, non approfittò della neutralizzazione per rifornire, perdendo quindi diverse posizioni.
Al 34º giro Zonta, settimo, tamponò Räikkönen, permettendo ad Häkkinen di superare entrambi. Panis cominciò ad accusare problemi ai freni, dovendo cedere diverse posizioni. Nel frattempo Ralf Schumacher, nettamente più veloce del fratello, cominciò a metterlo sotto pressione. Quando il ferrarista rientrò ai box per rifornire al 46º passaggio, il pilota della Williams alzò nettamente il ritmo, ottenendo più volte il giro più veloce in gara. Ralf Schumacher effettuò il proprio pit stop cinque tornate dopo il fratello, rientrando in pista al comando con un buon margine sul rivale. Più indietro Häkkinen sopravanzò ai pit stop sia Trulli che Coulthard. Al 58º giro lo scozzese fu costretto al ritiro per la rottura del motore, imitato pochi giri dopo dal pilota abruzzese, tradito dai freni della sua Jordan. Si ritrovò così quarto Räikkönen, seguito dal sorprendente Alesi e da Verstappen. Il pilota della Arrows uscì però di scena a tre giri dal termine a causa dell'esplosione di un disco freno, consegnando l'ultimo punto disponibile a De la Rosa. In Campionato il ritiro di Coulthard permise a Michael Schumacher di aumentare ulteriormente il proprio vantaggio, mettendo una seria ipoteca sul Titolo.

### Risultati
| Pos      | Nº | Pilota               | Costruttore        | Pneumatici | Giri | Tempo/Ritiro e posizione al ritiro | Griglia | Punti |
| -------- | -- | -------------------- | ------------------ | ---------- | ---- | ---------------------------------- | ------- | ----- |
| 1        | 5  | Ralf Schumacher      | Williams - BMW     | M          | 69   | 1h34'31"522                        | 2       | 10    |
| 2        | 1  | Michael Schumacher   | Ferrari            | B          | 69   | +20"235                            | 1       | 6     |
| 3        | 3  | Mika Häkkinen        | McLaren - Mercedes | B          | 69   | +40"672                            | 8       | 4     |
| 4        | 17 | Kimi Räikkönen       | Sauber - Petronas  | B          | 69   | +1'08"116                          | 7       | 3     |
| 5        | 22 | Jean Alesi           | Prost - Acer       | M          | 69   | +1'10"435                          | 16      | 2     |
| 6        | 19 | Pedro de la Rosa     | Jaguar - Ford      | M          | 68   | + 1 giro                           | 14      | 1     |
| 7        | 11 | Ricardo Zonta        | Jordan - Honda     | B          | 68   | + 1 giro                           | 12      |       |
| 8        | 23 | Luciano Burti        | Prost - Acer       | M          | 68   | + 1 giro                           | 20      |       |
| 9        | 20 | Tarso Marques        | Minardi - European | M          | 66   | + 3 giri                           | 21      |       |
| 10       | 14 | Jos Verstappen       | Arrows - Asiatech  | B          | 65   | Freni/incidente (6°)               | 13      |       |
| 11       | 12 | Jarno Trulli         | Jordan - Honda     | B          | 63   | Freni (4°)                         | 4       |       |
| Ritirato | 4  | David Coulthard      | McLaren - Mercedes | B          | 54   | Motore (4°)                        | 3       |       |
| Ritirato | 9  | Olivier Panis        | BAR - Honda        | B          | 38   | Freni (13°)                        | 6       |       |
| Ritirato | 10 | Jacques Villeneuve   | BAR - Honda        | B          | 34   | Semiasse (10°)                     | 9       |       |
| Ritirato | 15 | Enrique Bernoldi     | Arrows - Asiatech  | B          | 24   | Motore (13°)                       | 17      |       |
| Ritirato | 6  | Juan Pablo Montoya   | Williams - BMW     | M          | 19   | Incidente (10°)                    | 10      |       |
| Ritirato | 2  | Rubens Barrichello   | Ferrari            | B          | 19   | Incidente (11°)                    | 5       |       |
| Ritirato | 8  | Jenson Button        | Benetton - Renault | M          | 17   | Perdita olio (18°)                 | 20      |       |
| Ritirato | 21 | Fernando Alonso      | Minardi - European | M          | 7    | Cuscinetto semiasse (16°)          | 22      |       |
| Ritirato | 16 | Nick Heidfeld        | Sauber - Petronas  | B          | 1    | Collisione con E.Irvine (12°)      | 11      |       |
| Ritirato | 18 | Eddie Irvine         | Jaguar - Ford      | M          | 1    | Collisione con N.Heidfeld (13°)    | 15      |       |
| Ritirato | 7  | Giancarlo Fisichella | Benetton - Renault | M          | 0    | Collisione con J.Button            | 18      |       |

## Classifiche

### Piloti
| Pos. | Pilota                | Punti |
| ---- | --------------------- | ----- |
| 1    | Michael Schumacher    | 58    |
| 2    | David Coulthard       | 40    |
| 3    | Rubens Barrichello    | 24    |
| 4    | Ralf Schumacher       | 22    |
| 5    | Mika Häkkinen         | 8     |
| 5    | Nick Heidfeld         | 8     |
| 7    | Jacques Villeneuve    | 7     |
| 7    | Jarno Trulli          | 7     |
| 7    | Kimi Räikkönen        | 7     |
| 10   | Juan Pablo Montoya    | 6     |
| 10   | Heinz-Harald Frentzen | 6     |
| 12   | Olivier Panis         | 5     |
| 13   | Eddie Irvine          | 4     |
| 14   | Jean Alesi            | 3     |
| 15   | Jos Verstappen        | 1     |
| 15   | Pedro de la Rosa      | 1     |
| 15   | Giancarlo Fisichella  | 1     |

### Costruttori
| Pos. | Team               | Punti |
| ---- | ------------------ | ----- |
| 1    | Ferrari            | 82    |
| 2    | McLaren - Mercedes | 48    |
| 3    | Williams - BMW     | 28    |
| 4    | Sauber - Petronas  | 15    |
| 5    | Jordan - Honda     | 13    |
| 6    | BAR - Honda        | 12    |
| 7    | Jaguar - Ford      | 5     |
| 8    | Prost - Acer       | 3     |
| 9    | Arrows - Asiatech  | 1     |
| 9    | Benetton - Renault | 1     |

## Fonti
Tutti i dati statistici provengono da Autosprint n.24/2001